# Las 7 señales del apocalipsis
7 signs of the apocalypse (Las 7 señales del Apocalipsis en España e Hispanoamérica) es un especial de The History Channel que muestra como científicos describen las catástrofes descritas en el libro de la Biblia Revelaciones (o Apocalipsis) son mostradas con ejemplos tales como un meteorito que chocará contra la tierra de la frase:Tocó el tercer angel su trompeta y una estrella grande,cayó del cielo sobre la tercera parte de los rios y de los manantiales de agua. La estrella se llamaba ajenjo:la tercera parte de las aguas se convirtió en ajenjo, y mucha gente murió a causa de las aguas que se habían vuelto amargas.